# 맹방초등학교
맹방초등학교는 대한민국 강원특별자치도 삼척시에 있는 초등학교다.

## 학교 연혁
- 1946.12.20 개교
- 1995.03.01 금계 분교 통·폐합
- 2000.03.01 4학급 편성 운영
- 2001.03.01 3학급 편성 운영
- 2002.03.08 복식학급 해소를 위한 인근학교(동막분교)간 협동체제 운영
- 2007.03.01 3학급 편성
- 2008.03.01 4학급 편성
- 2009.03.01 초등 5학급, 유치원 1학급 편성
- 2011.03.18 미래관(실내골프장) 준공
- 2011.09.01 제29대 허진원 교장 취임
- 2014.03.01 초등 6학급, 유치원 1학급 편성
- 2015.02.11 제65회 졸업식(졸업생 2,135명)